# Prix de neuroscience mathématique
Le Prix de neuroscience mathématique ((en) : Mathematical Neuroscience Prize) est un prix scientifique décerné tous les deux ans depuis 2013 par l'organisation à but non lucratif Israël Brain Technologies (IBT). Il est doté de 100 000 $ pour chaque lauréat et honore des chercheurs qui ont progressé de manière significative dans la compréhension des mécanismes neuronaux de la perception, du comportement et de la pensée par le biais de l'application de l'analyse mathématique et la modélisation.

## Lauréats
- 2013 : Larry Abbott (université Columbia) et Haim Sompolinsky (en) (université hébraïque de Jérusalem)
- 2015 : Nancy Kopell (université de Boston) et Bard Ermentrout (en) (université de Pittsburgh)
- 2017 : Fred Wolf (Max Planck Institute for Dynamics and Self-Organization) [1] et Misha Tsodyks (en) (Institut Weizmann)[2]
- 2019 Naftali Tishby (en) (université hébraïque de Jérusalem), John Rinzel (université de New York)[3]